# Alexei Grigorjewitsch Rodin

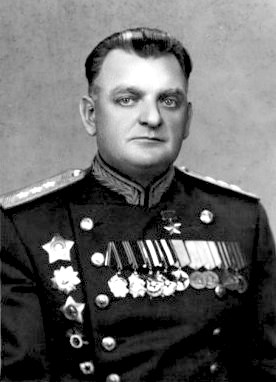
Alexei Rodin (1953)

Alexei Grigorjewitsch Rodin (russisch Алексей Григорьевич Родин; * 4. Februarjul. / 17. Februar 1902greg. in Sujewo, Gouvernement Twer, Russisches Kaiserreich; † 27. Mai 1955 in Moskau, Russische Sowjetrepublik, Sowjetunion) war ein sowjetisch-russischer Generaloberst der Panzertruppen und Held der Sowjetunion.

## Leben
1920 trat Rodin in die Rote Armee ein und nahm als Soldat am Russischen Bürgerkrieg teil. 1926 trat er in die WKP(B) ein, die spätere KPdSU. 1937 absolvierte er die Militärakademie für Mechanisierung und Motorisierung der Roten Arbeiter- und Bauernarmee in Moskau. 1939/1940 nahm er an den Kämpfen im Winterkrieg teil.
Zu Beginn des Großen Vaterländischen Krieges befehligte Oberst Rodin die in der Oblast Leningrad stationierte 124. Panzerbrigade. Im Rahmen der Operation Uranus nahm der Befehlshaber des 26. Panzerkorps Generalmajor Rodin mit der 5. Panzerarmee Kalatsch am Don ein und wurde für seinen Einsatz in dieser Schlacht mit der Auszeichnung Held der Sowjetunion gewürdigt. Nach der Schlacht von Stalingrad kommandierte Generalleutnant Rodin bis 9. September 1943 die 2. Panzerarmee (u. a. in der Dmitrijew-Sewsker Operation). Danach wurde er an der Westfront und der 3. Weißrussischen Front eingesetzt und nahm an der Schlacht von Kursk, an der Operation Bagration und an der Ostpreußischen Operation teil.
1953 absolvierte er die Militärakademie des Generalstabes der Roten Arbeiter- und Bauernarmee „K. J. Woroschilow“ in Moskau. Am 27. Mai 1955 starb Rodin in Moskau und wurde auf dem Nowodewitschi-Friedhof beigesetzt. Seine Witwe Maria Michajlowna Rodina (1907–1986) wurde im gleichen Grab beigesetzt.

## Auszeichnungen
Beförderungen
- 1936: Major
- 1938: Oberst
- 3. Mai 1942: Generalmajor der Panzertruppen
- 4. Februar 1943: Generalleutnant der Panzertruppen
- 15. Juli 1944: Generaloberst der Panzertruppen

- Held der Sowjetunion (7. Februar 1943)
- 2 × Leninorden
- 2 × Rotbannerorden
- Suworow-Orden I. Klasse (19. April 1945)
- Kutusoworden I. Klasse (3. Juli 1944)
- Suworow-Orden II. Klasse
- Orden des Vaterländischen Krieges I. Klasse (27. August 1943)
- Medaille „Für die Verteidigung Leningrads“
- Medaille „Für die Verteidigung Stalingrads“
- Medaille „Sieg über Deutschland“
- Medaille „Für die Einnahme Königsbergs“
- Jubiläumsmedaille „XX Jahre Rote Arbeiter-und-Bauern-Armee“ (1938)